# Persone di nome Imre
| Questa pagina contiene informazioni ricavate automaticamente dalle voci biografiche con l'ausilio del template Bio e di un bot. L'aggiornamento è periodico e automatico e ricostruisce completamente la pagina. Se manca una persona in questa lista, sei pregato di non aggiungerla, ma accertati piuttosto che la sua voce biografica contenga il template Bio e che i dati anagrafici siano correttamente compilati. Se il template Bio manca, inseriscilo tu stesso o, in alternativa, metti l'avviso {{tmp\|Bio}} che ne segnala la mancanza. Se i dati riportati sono sbagliati, correggi direttamente la voce biografica; le modifiche saranno visibili in questa lista entro pochi giorni. Per chiarimenti vedi il progetto antroponimi. La lista contiene solo le 60 persone che sono citate nell'enciclopedia e per le quali è stato implementato correttamente il template Bio. Pagina aggiornata al 16 ott 2024. |

Questa è una lista di persone presenti nell'enciclopedia che hanno il prenome Imre, suddivise per attività principale.

## Allenatori di calcio(5)
- Imre János Bekey, allenatore di calcio e calciatore ungherese (Budapest, n. 1889)
- Imre Markos, allenatore di calcio e calciatore ungherese (Budapest, n. 1908 - Uddevalla, † 1960)
- Imre Payer, allenatore di calcio e calciatore ungherese (Sopronkövesd, n. 1888 - Győr, † 1957)
- Imre Schoffer, allenatore di calcio ungherese (Budapest, n. 1884 - † 1938)
- Imre Szabics, allenatore di calcio, dirigente sportivo e ex calciatore ungherese (Seghedino, n. 1981)

## Architetti(2)
- Imre Henszlmann, architetto, storico dell'arte e archeologo slovacco (Košice, n. 1813 - Budapest, † 1888)
- Imre Steindl, architetto ungherese (Budapest, n. 1839 - Budapest, † 1902)

## Arcivescovi cattolici(1)
- Imre Esterházy, arcivescovo cattolico ungherese (Eisenstadt, n. 1665 - Presburgo, † 1745)

## Artisti marziali(1)
- Imi Lichtenfeld, artista marziale e militare israeliano (Budapest, n. 1910 - Netanya, † 1998)

## Calciatori(16)
- Imre Boda, ex calciatore ungherese (Szolnok, n. 1961)
- Imre Garaba, ex calciatore ungherese (Vác, n. 1958)
- Imre Hirschl, calciatore e allenatore di calcio ungherese (Budapest, n. 1900 - Buenos Aires, † 1973)
- Imre Kiss, ex calciatore ungherese (n. 1957)
- Imre Komora, calciatore e allenatore di calcio ungherese (Budapest, n. 1940 - Budapest, † 2024)
- Imre Koszta, calciatore ungherese (n. 1905)
- Imre Kovács, calciatore e allenatore di calcio ungherese (Budapest, n. 1921 - Budapest, † 1996)
- Imre Mathesz, calciatore ungherese (Budapest, n. 1937 - Mernye, † 2010)
- Imre Pozsonyi, calciatore e allenatore di calcio ungherese (Kisbér, n. 1882 - Budapest, † 1963)
- Imre Rapp, calciatore ungherese (Dunaföldvár, n. 1937 - † 2015)
- Imre Rokken, calciatore ungherese (n. 1903 - Legnano, † 1925)
- Imre Schlosser, calciatore e allenatore di calcio ungherese (Budapest, n. 1889 - Budapest, † 1959)
- Imre Senkey, calciatore e allenatore di calcio ungherese (Budapest, n. 1898 - Budapest, † 1984)
- Imre Serényi, calciatore ungherese (n. 1909 - † 1956)
- Imre Sátori, calciatore ungherese (Budapest, n. 1937 - Budapest, † 2010)
- Imre Vadász, ex calciatore ungherese (Előszállás, n. 1959)

## Canoisti(3)
- Imre Farkas, canoista ungherese (Budapest, n. 1935 - Budapest, † 2020)
- Imre Pulai, ex canoista ungherese (n. 1967)
- Imre Szöllősi, canoista ungherese (Budapest, n. 1941 - Budapest, † 2022)

## Cardinali(1)
- Imre Csáky, cardinale e arcivescovo cattolico ungherese (Castello di Spiš, n. 1672 - Oradea, † 1732)

## Direttori d'orchestra(1)
- Imre Palló, direttore d'orchestra e docente ungherese (Budapest, n. 1941)

## Drammaturghi(1)
- Imre Madách, drammaturgo e scrittore ungherese (Dolná Strehová, n. 1823 - Dolná Strehová, † 1864)

## Filosofi(2)
- Imre Lakatos, filosofo ungherese (Debrecen, n. 1922 - Londra, † 1974)
- Imre Toth, filosofo rumeno (Satu Mare, n. 1921 - Parigi, † 2010)

## Ginnasti(2)
- Imre Erdődy, ginnasta ungherese (Budapest, n. 1889 - Budapest, † 1973)
- Imre Gellért, ginnasta ungherese (Pilis, n. 1888 - Los Angeles, † 1981)

## Hockeisti su ghiaccio(1)
- Imre Peterdi, hockeista su ghiaccio ungherese (Dunaújváros, n. 1980)

## Lottatori(2)
- Imre Hódos, lottatore ungherese (Hajdúnánás, n. 1928 - Debrecen, † 1989)
- Imre Polyák, lottatore ungherese (Kecskemét, n. 1932 - Budapest, † 2010)

## Martellisti(1)
- Imre Németh, martellista ungherese (Košice, n. 1917 - Budapest, † 1989)

## Nobili(1)
- Imre Thököly, nobile e condottiero ungherese (Kežmarok, n. 1657 - İzmit, † 1705)

## Nuotatori(2)
- Imre Nyéki, nuotatore ungherese (n. 1928 - † 1995)
- Imre Zachár, nuotatore e pallanuotista ungherese (Budapest, n. 1890 - Budapest, † 1954)

## Pallanuotisti(1)
- Imre Budavári, ex pallanuotista ungherese (Budapest, n. 1956)

## Pentatleti(2)
- Imre Nagy, pentatleta ungherese (Monor, n. 1933 - Törökbálint, † 2013)
- Imre Tiidemann, pentatleta estone (Tallinn, n. 1970)

## Piloti motociclistici(1)
- Imre Tóth, pilota motociclistico ungherese (Budapest, n. 1985)

## Pittori(1)
- Imre Ámos, pittore ungherese (Nagykálló, n. 1907 - † 1944)

## Politici(1)
- Imre Nagy, politico ungherese (Kaposvár, n. 1896 - Budapest, † 1958)

## Psicoanalisti(1)
- Imre Hermann, psicoanalista ungherese (Budapest, n. 1899 - Budapest, † 1984)

## Pugili(1)
- Imre Harangi, pugile ungherese (Nyíradony, n. 1913 - Budapest, † 1979)

## Registi(2)
- Imre Gyöngyössy, regista, scrittore e poeta ungherese (Pécs, n. 1930 - Budapest, † 1994)
- Jean Image, regista e animatore ungherese (Budapest, n. 1910 - Parigi, † 1989)

## Schermidori(4)
- Imre Abay, ex schermidore ungherese
- Imre Bujdosó, ex schermidore ungherese (Berettyóújfalu, n. 1959)
- Imre Gedővári, schermidore ungherese (Budapest, n. 1951 - Budapest, † 2014)
- Imre Rajczy, schermidore ungherese (Szombathely, n. 1911 - Buenos Aires, † 1978)

## Scrittori(1)
- Imre Kertész, scrittore ungherese (Budapest, n. 1929 - Budapest, † 2016)

## Sollevatori(2)
- Imre Földi, sollevatore ungherese (Kecskemét, n. 1938 - Tatabánya, † 2017)
- Imre Stefanovics, sollevatore ungherese (Enying, n. 1954 - † 2020)

## Vescovi cattolici(1)
- Alfréd Eross, vescovo cattolico rumeno (Prisian, n. 1909 - Cluj, † 1950)